# 旗鰭棘鱗魚
旗鰭棘鱗魚為輻鰭魚綱金眼鯛目金鱗魚亞目金鱗魚科的其中一種，分布於西大西洋區，從美國佛羅里達州至南美洲北部海域，棲息深度可達20公尺，體長可達18公分，棲息在近岸的珊瑚礁或潮池，夜行性。

## 擴展閱讀
維基物種上的相關：旗鰭棘鱗魚